# 叶甫盖尼·奥涅金
《葉甫蓋尼·奧涅金》（羅馬化：Yevgeny Onegin），又譯《葉夫根尼·奧涅金》，是俄國詩人普希金的韻文小說，是俄國現實主義文學的代表作。它於1825年至1832年連載出版。第一個完整版本於1833年出版。 
《葉甫蓋尼·奧涅金》全書本文分為八章，除此之外另有《奧涅金旅遊片段》和不完整的《第十章》所構成，全文由389節十四行詩構成，共5446行。全文採用抑揚格四音步，AbAbCCddEffEgg的押韻模式，這種形式後來被稱為「奧涅金詩節」或「普希金十四行詩」。這個創新的押韻形式，不只表現出普希金運用俄文所創造更高的藝術成就，也成為後世所模仿的典範。 
主角叶甫盖尼·奥涅金被稱為俄國文學史上第一個「多余人」。多餘人一詞最早源於1850年屠格涅夫的小說《一個多餘人的日記》，後來赫爾岑把奧涅金稱為“多餘人”。多餘人通常指受到西化教育的青年，不滿傳統俄國農奴制度和宗法封建，意圖改變俄國卻眼高手低而無實際作為，最後已成日縱情玩樂度日。

## 情節
第一章
青年葉甫蓋尼·奧涅金是貴族出身。他學識淵博，通曉法語，在彼德堡的上流社會裡如魚得水，穿梭於舞會劇院之間，但心境苦悶。某一日，他繼承伯父遺產和土地而來到外省的鄉下，一開始雖被自然風光吸引，但三日後又感乏味。
第二章
奧涅金與其17歲的年輕詩人鄰居連斯基結交好友。連斯基留學德國哥廷根，與奧涅金一樣懷有西化的自由思想。連斯基帶著奧涅金與他的未婚妻歐爾加（Olga）的家人一起用餐，在此期間他們認識了拉林娜老太太和歐爾加的姐姐塔季揚娜（Tatyana）。塔季揚娜雖無妹妹嬌豔，但卻聰明愛幻想，熱愛大自然，擁有俄羅斯的靈魂。
第三章
塔季揚娜瘋狂愛上了奧涅金。她不久後在一封信中向奧涅金敞開心扉，表達了她的愛意，並託保母轉交。
第四章
厭倦愛情遊戲的奧涅金對此絲毫不為所動。當他們親自見面時，他禮貌地拒絕了她的要求，雖然帶著誠懇好意但卻不免幾分居高臨下的說教口吻。
第五章
連斯基調皮地邀請奧涅金參加塔季揚娜的命名日慶祝活動，承諾只與塔季揚娜、歐爾加及其父母舉行一次小型聚會。當奧涅金到達現場時，他發現連斯基所說的聚會其實是一場喧鬧的鄉村舞會。奧涅金對那些八卦他和塔季揚娜的客人很惱火，也對說服他參加派對的連斯基感到煩惱。奥涅金故意向妹妹歐爾加大獻殷勤，而歐爾加也被奧涅金所吸引。這讓連斯基非常生氣，憤而離去。
第六章
憤怒的連斯金要求與他決鬥，奧涅金雖不情願，但迫於社會習俗仍然接受了。在一次的決鬥中，奥涅金槍殺了連斯基。
第七章
受到良心谴责的奧涅金開始浪迹天涯。歐爾加很快地忘掉了連斯基。塔季揚娜參觀了奧涅金的豪宅，在那裡她翻閱了他的書籍和在頁邊寫下的筆記。她開始質疑奧涅金的角色是否僅僅是不同文學英雄的拼貼，是否真的沒有“真正的奧涅金”。塔季揚娜仍然因失去奧涅金而心碎，後來在母親安排下前往莫斯科。
第八章
數年後，奧涅金來到聖彼得堡，再次與塔季揚娜見面，此時她已经嫁给一位老将军了。奧涅金這時才發現原來他一直深深愛著塔塔季揚娜，於是跪在她的面前表白，但一切已經太晚了，塔季揚娜請求奧涅金放棄她。

## 改編作品

### 歌劇
柴可夫斯基曾以此故事改編為歌劇《尤金·奧涅金》，是世界各地經常上演的歌劇之一。